# Mittagberg
Der Mittagberg (auch kurz Mittag genannt) ist ein 1452 m hoher Nebengipfel des Stuibens in der Hochgratkette der Allgäuer Alpen. Er liegt unmittelbar südlich von Immenstadt und ist mit der Hochgratkette Teil des Naturparks Nagelfluhkette.

## Name
Von Immenstadt aus gesehen steht die Sonne nach Sonnenzeit mittags über dem Gipfel. Er zeigt also den Mittag an, was ihm seinen Namen gegeben hat.

## Besteigung
Es existieren mehrere Wanderwege, die zum Gipfel hinauf führen. Hier beginnt oder endet die Überschreitung der Nagelfluhkette.

## Erschließung
Eine Doppelsesselbahn führt von Immenstadt aus in zwei Abschnitten zum Gipfel. Die früher verfügbaren Skilifte wurden bereits zurückgebaut. Eine Pistenpräparation findet im Winter nicht mehr statt, Freeriden ist aber weiterhin möglich. Eine 5,1 km lange Rodelbahn führt vom Gipfel nach Immenstadt.
An der Mittelstation der Seilbahn gibt es einen großen Spielplatz mit Schaukeln, Rutschen, einer Kinderseilbahn, einem Sandkasten und vielem mehr.
An der Bergstation gibt es ebenfalls einen kleinen Spielplatz mit Schaukeln, einem Karussell und einem Sandkasten.
An der Mittelstation gibt es einen UKW-Sendemast der Deutschen Telekom, der RSA Radio auf der Frequenz 93,0 MHz für Immenstadt und Umgebung ausstrahlt.

## Bergmesse
Die Bergmesse auf dem Mittagberg findet jährlich Anfang August am Gipfelkreuz statt. Sie wird vom Trachtenverein D’Älpler aus Immenstadt und dem Pfarrgemeinderat Immenstadt-Bühl-Rauhenzell organisiert und musikalisch von einer Abordnung der Stadtkapelle Immenstadt begleitet.